# MacType
MacType是一个替代Windows自身核心部件GDI进行字体渲染的开源软件。该软件由FlyingSnow基于已经停止更新的gdi++开发，使用可配置性较高的FreeType渲染字体。
2016年5月30日，MacType在GitHub上开源（仅核心组件），宣布以GPLv3释出。